# Edith Harwood

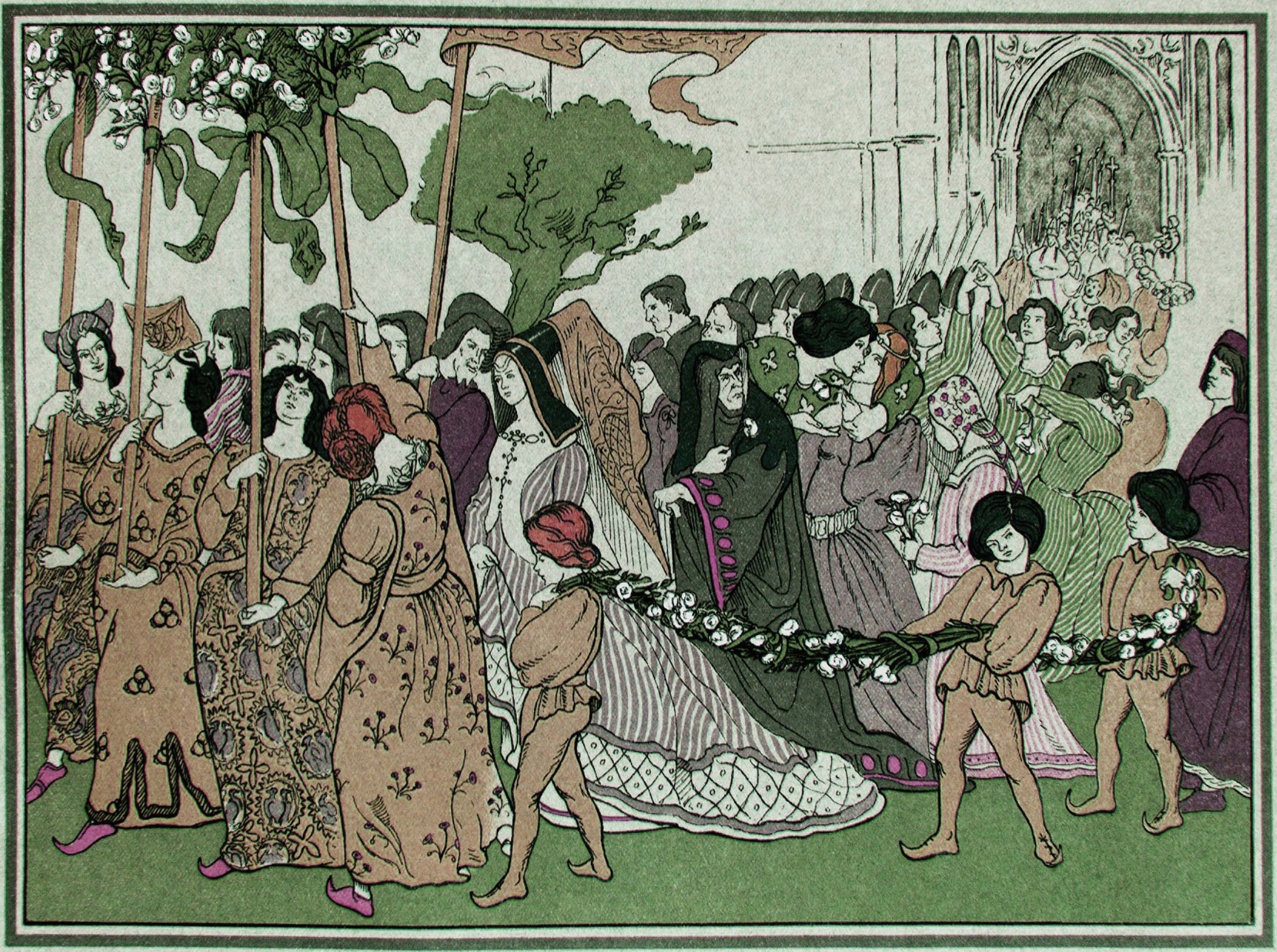
The Masque of the Edwards of England, illustrazione

Edith Harwood (1866 – 1926) è stata una scrittrice e illustratrice britannica, vissuta anche a Firenze.

## Opere
Come autrice
- Botticelli's Classical Pictures, with Special Reference to the 'Mars and Venus' in the National Gallery, London (1901)
- Notable Pictures in Florence (1905)

Come illustratrice
- The Masque of the Edwards of England, di C. R. Ashbee (1902)